# 北海道道1092号栄町温泉線
北海道道1092号栄町温泉線（ほっかいどうどう1092ごう さかえまちおんせんせん）は、北海道余市郡余市町内を結ぶ一般道道（北海道道）である。

## 概要
日本海から畚部（ふごっぺ）川沿いに山間部へと走るルートである。かつて起点付近にはフゴッペ川温泉があった。

### 路線データ
- 起点：北海道余市郡余市町栄町
- 終点：北海道余市郡余市町栄町（国道5号交点）
- 総延長：6.168 km
- 実延長：6.151 km
- 重用延長：0.017 km

### 道路管理者
- 後志総合振興局 小樽建設管理部 余市出張所

## 歴史
- 1991年（平成3年）9月26日 - 路線認定[1]。

## 地理

### 通過する自治体
- 後志総合振興局
  - 余市郡余市町

### 交差する道路
余市町
- 後志自動車道 - 栄町（接続はしない）
- 北後志東部広域農道（フルーツ街道） - 栄町
- 国道5号 - 栄町（終点）